# Sphodros
Sphodros is een geslacht binnen een familie der mijnspinnen (Atypidae). Er zijn 7 soorten die enkel voorkomen in de Verenigde Staten, Canada en Mexico.

## Soorten
Het geslacht bevat de volgende soorten:
- Sphodros abboti Walckenaer, 1835
- Sphodros atlanticus Gertsch & Platnick, 1980
- Sphodros coylei Gertsch & Platnick, 1980
- Sphodros fitchi Gertsch & Platnick, 1980
- Sphodros niger (Hentz, 1842)
- Sphodros paisano Gertsch & Platnick, 1980
- Sphodros rufipes (Latreille, 1829)